# Miloš Skočovský
Miloš Otokar Skočovský (31. května 1937 Brno – 28. března 2014 Brno) byl český politik, v 90. letech 20. století poslanec České národní rady a Poslanecké sněmovny za Moravskou národní stranu, později za Hnutí za samosprávnou demokracii - Společnost pro Moravu a Slezsko, počátkem 21. století předseda sdružení Moravský národní kongres.

## Biografie
Vyrůstal v Uherském Hradišti, kde chodil do základní školy a absolvoval gymnázium. V letech 1955-1960 studoval Vojenskou akademii Antonína Zápotockého v Brně, poté pracoval ve Výzkumném ústavu valivých ložisek v Brně-Komárově.
Po sametové revoluci se angažoval v moravistickém hnutí. V prosinci 1990 je uváděn jako člen výkonného výboru Moravské národní strany. Patřil mezi zakladatele této politické formace. Profesně se uvádí jako ekonom.
Ve volbách v roce 1990 neúspěšně kandidoval do Sněmovny lidu Federálního shromáždění na kandidátní listině KDU (volební obvod Severomoravský kraj). Ve volbách v roce 1992 byl zvolen do České národní rady na kandidátní listině HSD-SMS (volební obvod Jihomoravský kraj). Od vzniku samostatné České republiky v lednu 1993 byla ČNR transformována na Poslaneckou sněmovnu Parlamentu České republiky. V ní setrval do konce funkčního období, tedy do voleb v roce 1996. Byl místopředsedou rozpočtového výboru. 21. ledna 1993 vystoupil z Moravské národní strany a stal se přímo členem Hnutí za samosprávnou demokracii - Společnost pro Moravu a Slezsko, respektive pod novým názvem coby Hnutí za samosprávnou demokracii Moravy a Slezska (HSDMS). Po transformaci HSDMS do Českomoravské unie středu (ČMUS) přešel do poslaneckého klubu této formace.
V sněmovních volbách roku 1996 neúspěšně za ČMUS kandidoval do parlamentu. V roce 1996 se uvádí jako ředitel ústřední kanceláře ČMUS. Po volebním neúspěchu strany byl v červnu 1996 na jejím sjezdu zvolen výkonným místopředsedou. V listopadu 1996 ho svým místopředsedou zvolilo sdružení Moravský národní kongres (MNK). V roce 2003 se uvádí jako předseda MNK. K roku 2012 je zmiňován coby 2. viceprezident MNK.
V komunálních volbách roku 1998 a znovu v komunálních volbách roku 2002 se neúspěšně pokoušel o zvolení do zastupitelstva města Brno coby bezpartijní kandidát. Profesně uváděn jako analytik a statistik.
Po odchodu z parlamentu pracoval jako vedoucí oddělení na územním pracovišti Statistického úřadu v Brně a také jako externista přednášel regionální statistiku na Vysokém učení technickém v Brně a na Univerzitě Tomáše Bati ve Zlíně. V roce 1996 se stal zakládajícím členem Společenství Moravských rytířů svatého Rostislava. V roce 2002 byl Velmistrem Královského řádu Moravských rytířů sv. Rostislava a Kolumbana povýšen do rytířského stavu. Za svoji práci pro Moravu byl také oceněn nejvyššími řádovými vyznamenáními - Řádovým křížem I. stupně a zlatým prstenem člena řádu.